# Sender Domžale
Der Sender Domžale ist eine stillgelegte Sendeanlage der Radiotelevizija Slovenija für Mittelwelle. Er befindet sich in Domžale, einer Stadt in Zentralslowenien.

## Geschichte
Domžale ist seit 1928 Standort eines Mittelwellensenders. Dieser Sender verwendete bis zu seiner Zerstörung im Zweiten Weltkrieg 1941 eine fünfdrähtige T-Antenne, welche zwischen zwei 120 Meter hohen, gegen Erde isolierten Stahlfachwerkmasten gespannt war. 1949 wurde mit dem Wiederaufbau des Senders begonnen. Er erhielt als Antenne einen 60 Meter hohen, gegen Erde isolierten selbststrahlenden Sendemast und ging am 25. März 1951 in Betrieb.
Schon wenig später wurde dieser Sendemast durch einen 136 Meter hohen, gegen Erde isolierten Stahlfachwerkmast ersetzt und 1969 die Sendeleistung auf 200 kW erhöht. Im Zuge der Ausarbeitung des Genfer Wellenplans erhielt der Sender eine Leistung von 600 kW zugeteilt und die Anlage wurde in der zweiten Hälfte der 1970er Jahre ausgebaut: so wurden nicht nur neue Sendegeräte installiert, sondern der alte Sendemast durch einen 161 Meter hohen, gegen Erde isolierten abgespannten Stahlrohrmast ersetzt. 
Im Juli 1991 wurde die Station im Zuge des slowenischen Unabhängigkeitskrieges angegriffen, wobei der 600 Kilowatt-Sender schwer beschädigt wurde. Da aber der alte Sender aus den 1950er Jahren, die Speiseleitung des Sendemasten und der Sendemast nicht beschädigt wurden, gab es nur kurze Betriebsunterbrechungen. Seit 1993 war in Domžale ein volltransistorisierter Sender der Firma Harris in Betrieb. Die maximale Sendeleistung betrug 300 kW, die aber aus Kostengründen zuletzt auf 50 kW beschränkt blieb. Der Sender Domžale war in Deutschland auf der Mittelwellenfrequenz 918 kHz in den Abendstunden leicht zu empfangen.
Am 4. September 2017 um 12:05 Uhr wurde der Sender in Domžale abgeschaltet, da sich die hohen Betriebskosten wegen der immer niedriger werdenden Hörerzahl nicht mehr rechtfertigen ließen.